# Escudo de los Rodríguez de la Encina
El Escudo de los Rodríguez de la Encina, Barones de Santa Bárbara de la Heredad de Santa Bárbara, se encuentra ubicado en la Masía "Heredad de Santa Bárbara" en el municipio de Onteniente en la comarca del Valle de Albaida de la provincia de Valencia. Se encuentra catalogado como Bien de interés cultural, con código 46.24.184-047, sin anotación ministerial. Coordenadas: 38°48'47"N, 0°36'19"W

## Descripción histórico-artística
La llamada “Heredad de Santa Bárbara” es una masía rural formada por un conjunto de edificaciones, datadas casi todas alrededor del siglo XVIII; siendo utilizadas tanto a residencia señorial de recreo, como para uso agrícola de la finca, que estaba dedicada al cultivo del almendro, olivo y otros frutales. La planta baja del conjunto se destinaba a bodega, lagar, cuadras, almacén, corrales y cochera; mientras que, sobre la misma en el cuerpo de la residencia señorial se encontraba la planta noble, a la que se accedía directamente desde la fachada principal por medio de una escalera exterior. En la fachada principal, sobre la puerta de este acceso principal se encuentra el escudo del Barón de Santa Bárbara. Por las características constructivas y las decoraciones del escudo, se piensa que pudo edificarse el conjunto en época de Don Esteban Rodríguez de la Encina y Tolosa; el apellido, originario de Sepúlveda, Segovia, tiene un escudo familiar, que ha ido transformándose con el tiempo y a medida que la familia trasladaba de una zona a otra. Así, Esteban Rodríguez de la Encina y Tolosa, al trasladarse a Onteniente transforma el escudo familiar y podría describirse como: “En campo de oro una encina con dos lebreles pasantes y mirando hacia fuera, bordura de gules con ocho ases.”
Podemos ver este escudo en la casa de la calle Mayans, de Onteniente; en los techos de la casa palacio de Cadirers de Valencia; en el cuadro de Vicente Rodríguez de la Encina y Falcó de Belaochaga, Barón de Santa Bárbara y Benidoleig, de su época de alcalde; en los grabados que con motivo de la alcaldía del Barón se hicieron, en diferentes lápidas del cementerio de Valencia y en el panteón de los Benidoleig del mismo cementerio, así como en la Heredad de Santa Bárbara, siendo en esta de piedra, se encuentra timbrado con una corona de barón. El escudo se conserva en buen estado.